# みえ青年ユニオン
みえ青年ユニオン（みえせいねんゆにおん）は、パートタイマー・アルバイト・フリーター・派遣社員・正社員など雇用形態を問わず、30歳代までの青年で構成する労働組合である。

## 概要
みえ青年ユニオン（みえ自治労連・自治体一般労働組合青年支部）は、2005年5月29日に結成された。

青年ユニオンとしては、全国で6番目に結成したとされる。

初代委員長は、森本良雪である。

みえ青年ユニオン支える会が2006年12月17日に結成され、みえ青年ユニオンの財政支援、広報活動、助言、情報提供を行っている。